# 張敬軒榮譽及獎項列表
下表列出張敬軒歷年獲得的獎項。
2002年度
- 第九屆東方風雲榜頒獎典禮 - 東方新人 銀獎
- 第九屆東方風雲榜頒獎典禮 - 最受歡迎男歌手 銀獎
- 〈音樂先鋒榜〉2002年度第三季季選 - 得獎歌曲《聲音》
- 〈音樂先鋒榜〉2002年度第四季季選 - 得獎歌曲《My Way》
- 第二十五屆十大中文金曲頒獎音樂會 - 全國最受歡迎中文流行歌曲獎 銅獎《My Way》

2003年度
- 2003勁歌金曲第一季季選 - 最受歡迎國語歌曲《期待》
- TVB8金曲榜2003第二季季選 - 得獎歌曲《期待》
- 2003年度TVB8金曲榜頒獎典禮 - TVB8金曲榜金曲獎《My Way》
- 2003年度TVB8金曲榜頒獎典禮 - TVB8金曲榜最佳歌曲監製獎《My Way》（與楊震一同獲獎）
- 我的選擇中國原創音樂流行榜總選頒獎典禮 - 金曲獎《期待》
- 我的選擇中國原創音樂流行榜總選頒獎典禮 - 優秀新人獎
- 馬來西亞第三屆金曲紅人頒獎禮 - 最具有潛質新人 金獎
- 馬來西亞第三屆金曲紅人頒獎禮 - 十大金曲獎《My Way》
- 第三屆全球華語歌曲排行榜 - 最受歡迎男新人獎 銀獎
- 第三屆全球華語歌曲排行榜 - 最受歡迎創作歌手獎
- 第三屆全球華語歌曲排行榜 - 地區傑出歌手獎（廣東）
- 第三屆全球華語歌曲排行榜 - 年度20大金曲《My Way》
- 廣東流行音樂協會獎 - 廣東原創十大金曲《My Way》
- 廣東流行音樂協會獎 - 最具潛質男歌手獎
- 全中國聽眾最喜愛歌手評選頒獎禮2003年金號獎 - 十大優秀歌手
- 全中國聽眾最喜愛歌手評選頒獎禮2003年金號獎 - 全國聽眾喜愛最佳新人獎
- 全中國聽眾最喜愛歌手評選頒獎禮2003年金號獎 - 最佳人氣獎
- 第1屆「勁歌王」全球華人樂壇音樂盛典 - 國語金曲獎《My Way》
- 第1屆「勁歌王」全球華人樂壇音樂盛典 - 香港傑出青年歌手獎
- 第1屆「勁歌王」全球華人樂壇音樂盛典 - 網絡人氣男歌手
- 第1屆「勁歌王」全球華人樂壇音樂盛典 - 唱作人王
- 加拿大至HIT中文歌曲排行榜2003年度總選 - 全國推崇十大金曲《期待》
- 新城國語力頒獎禮2003 - 新城國語中國大陸新勢力歌手
- 新城勁爆頒獎禮2003 - 新城勁爆新人王
- 第二十六屆十大中文金曲頒獎音樂會 - 最有前途新人獎（男歌手）金獎
- 第二十六屆十大中文金曲頒獎音樂會 - CASH全球華語最佳新進作曲人獎
- 第二十六屆十大中文金曲頒獎音樂會 - CASH全球華語最佳新進作詞人獎
- 2003年度十大勁歌金曲頒獎典禮 - 最受歡迎國語歌曲獎 銅獎《期待》

2004年度
- 新城國語力頒獎禮2004 - 新城國語力歌曲《明瞭》
- 第四屆全球華語歌曲排行榜 - 地區傑出歌手獎（廣東）
- 第四屆全球華語歌曲排行榜 - 年度二十大金曲《公園前》
- 第四屆全球華語歌曲排行榜 - 最受歡迎創作歌手獎
- 新城勁爆頒獎禮2004 - 新城勁爆創作大碟《am/pm》
- 2004年度十大勁歌金曲頒獎典禮 - 最受歡迎唱作歌星 銀獎
- 〈音樂先鋒榜〉2004年度頒獎典禮 - 内地十大金曲《無能為力》
- 〈音樂先鋒榜〉2004年度頒獎典禮 - 粵港原創金曲《最愛指數》（與余文樂、胡芳芳合唱）
- 〈音樂先鋒榜〉2004年度頒獎典禮 - 最佳創作男歌手（廣東）
- 〈音樂先鋒榜〉2004年度頒獎典禮 - 最受歡迎男歌手（廣東）

2005年度
- 2005勁歌金曲優秀選第一回 - 得獎歌曲《Blessing》
- 第3屆「勁歌王」全球華人樂壇音樂盛典 - 國語金曲獎《過雲雨》
- 第3屆「勁歌王」全球華人樂壇音樂盛典 - 廣東傑出青年歌手獎
- 新城國語力頒獎禮2005 - 廣東電台專業評選中國音樂獎《Dear U》
- 新城國語力頒獎禮2005 - 新城國語力中國內地創作歌手
- 第一屆大馬全球華人金藝頒獎典禮 - 金藝金曲《無能為力》
- 第五屆全球華語歌曲排行榜 - 年度二十五大金曲《無能為力》
- 第五屆全球華語歌曲排行榜 - 地區傑出歌手獎（廣東）
- 新加坡金曲獎頒獎典禮2005 - 金曲獎《無能為力》
- 新加坡金曲獎頒獎典禮2005 - 中國內地最受歡迎歌手獎
- 新城勁爆頒獎禮2005 - 新城勁爆原創歌曲《Blessing》
- 2005年度十大勁歌金曲頒獎典禮 - 最佳歌曲監製《Blessing》
- 〈音樂先鋒榜〉2005年度頒獎典禮  - 內地年度先鋒金曲獎《春天》
- 〈音樂先鋒榜〉2005年度頒獎典禮  - 最佳對唱歌曲獎《手望》（與王菀之合唱）
- 第二十八屆十大中文金曲頒獎音樂會 - CASH全球華語歌曲最佳新進作詞人獎
- SINA Music樂壇民意指數頒獎禮2005 - SINA MUSIC LIVE 最佳現場演繹大獎《手望》（與王菀之合唱）

2006年度
- 2006勁歌金曲優秀選第二回 - 得獎歌曲《餘震》
- 第六屆全球華語歌曲排行榜 - 年度二十大金曲《過雲雨》
- 第六屆全球華語歌曲排行榜 - 最受歡迎對唱歌曲《手望》（與王菀之合唱）
- 第六屆全球華語歌曲排行榜 - 最受歡迎創作歌手獎
- 2006年度TVB8金曲榜頒獎典禮 - TVB8金曲榜金曲獎《Hurt So Bad》
- 2006年度TVB8金曲榜頒獎典禮 - TVB8金曲榜最佳唱作歌手獎 銀獎
- 新城國語力頒獎禮2006 - 新城國語力歌曲《Hurt So Bad》
- 新城國語力頒獎禮2006 - 媒體專業評選全國優秀歌手獎
- 新城勁爆頒獎禮2006 - 新城勁爆國語歌曲《Hurt So Bad》
- 新城勁爆頒獎禮2006 - 新城勁爆卡拉OK歌曲《餘震》
- 2006年度叱咤樂壇流行榜頒獎典禮 - 叱咤樂壇唱作人 金獎
- 2006年度十大勁歌金曲頒獎典禮 - 2006年度傑出表現獎 銅獎
- 2006年度十大勁歌金曲頒獎典禮 - 最受歡迎唱作歌星 銀獎
- 2006年度十大勁歌金曲頒獎典禮 - 最受歡迎華語歌曲獎 金獎《Hurt So Bad》
- 第二十九屆十大中文金曲頒獎音樂會 - 全年最佳進步獎
- 〈音樂先鋒榜〉2006年度頒獎典禮 - 最佳首播歌曲《餘震》
- 〈音樂先鋒榜〉2006年度頒獎典禮 - 最佳首播歌曲《過雲雨》
- 〈音樂先鋒榜〉2006年度頒獎典禮 - 最佳先鋒創作歌手
- 〈音樂先鋒榜〉2006年度頒獎典禮 - 最受歡迎先鋒男歌手（內地）
- 加拿大至HIT中文歌曲排行榜2006年度總選 - 全國推崇十大歌曲（粵語）《餘震》
- 加拿大至HIT中文歌曲排行榜2006年度總選 - 全國推崇唱作人（粵語）《風起了》
- 第4屆「勁歌王」全球華人樂壇音樂盛典 - 最佳男歌手（內地）
- 2006年CASH金帆音樂獎 - 最佳合唱演繹獎《手望》（與王菀之合唱）

2007年度
- 2007勁歌金曲優秀選第二回 - 得獎歌曲《酷愛》
- 第七屆全球華語歌曲排行榜 - 年度二十大金曲《騷靈情歌》
- 第七屆全球華語歌曲排行榜 - 五大最受歡迎男歌手獎
- 第七屆全球華語歌曲排行榜 - 最佳歡迎創作歌手獎
- 2007勁歌金曲優秀選第三回 - 得獎歌曲《迷失表參道》
- 2007年度TVB8金曲榜頒獎典禮 - TVB8金曲榜全球觀眾最愛粵語歌曲獎《酷愛》
- YAHOO!搜尋人氣大獎頒獎禮2007 - Yahoo!Music十大人氣歌曲2007《酷愛》
- YAHOO!搜尋人氣大獎頒獎禮2007 - Yahoo!Music最受歡迎男歌手
- 新城勁爆頒獎禮2007 - 新城勁爆演繹大獎
- 新城勁爆頒獎禮2007 - 新城勁爆男歌手
- 新城勁爆頒獎禮2007 - 新城勁爆年度歌曲大獎《我的天》
- 2007年度叱咤樂壇流行榜頒獎典禮 - 叱咤樂壇至尊歌曲大獎《酷愛》
- 2007年度叱咤樂壇流行榜頒獎典禮 - 叱咤樂壇男歌手 銅獎
- 2007年度叱咤樂壇流行榜頒獎典禮 - 叱咤樂壇我最喜愛的歌曲大獎《酷愛》
- RoadShow至尊音樂頒獎禮2007 - RoadShow至尊歌曲《酷愛》
- RoadShow至尊音樂頒獎禮2007 - RoadShow至尊人氣歌手
- 2007年度十大勁歌金曲頒獎典禮 - 十大勁歌金曲獎《酷愛》
- 2007年度十大勁歌金曲頒獎典禮 - 2007年度傑出表現獎 金獎
- Sina Music樂壇民意指數頒獎禮2007 - SINA Music最高收聽率十大歌曲《酷愛》
- Sina Music樂壇民意指數頒獎禮2007 - 我最喜愛至尊金曲《酷愛》
- 第三十屆十大中文金曲頒獎音樂會 - 優秀流行歌手大獎
- 第三十屆十大中文金曲頒獎音樂會 - 十大中文金曲《酷愛》
- 加拿大至HIT中文歌曲排行榜2007年度總選 - 全國推崇十大歌曲（粵語）《酷愛》
- 加拿大至HIT中文歌曲排行榜2007年度總選 - 全國推崇男歌手（粵語）
- 斐宇梧的中文唱片架 自選07年20大中文唱片 第十二位 《酷愛》
- 〈音樂先鋒榜〉2007年度頒獎典禮 - 港台十大先鋒金曲《酷愛》
- 〈音樂先鋒榜〉2007年度頒獎典禮 - 全國最受歡迎先鋒男歌手
- 〈音樂先鋒榜〉2007年度頒獎典禮 - 年度專輯大獎《酷愛》
- 〈音樂先鋒榜〉2007年度頒獎典禮 - 十七家電台聯頒內地最佳專輯《Urban Emotions》
- 2007年度雪碧榜頒獎禮 - 至in彩鈴《酷愛》
- 2007年度雪碧榜頒獎禮 - 內地金曲《酷愛》
- 2007年度雪碧榜頒獎禮 - 最受歡迎男歌手（內地）
- 第八屆華語音樂傳媒大獎 - 最佳粵語男歌手
- 第八屆華語音樂傳媒大獎 - 年度粵語歌曲《酷愛》
- 第5屆「勁歌王」全球華人樂壇音樂盛典 - 最佳男歌手（內地）
- IFPI香港唱片銷量大獎2007 - 十大銷量廣東唱片《酷愛》[1]

2008年度
- 2008勁歌金曲優秀選第二回 - 得獎歌曲《他的故事》
- 第八屆全球華語歌曲排行榜 - 年度二十大金曲《迷失表參道》
- 第八屆全球華語歌曲排行榜 - 五大最受歡迎男歌手獎
- Yahoo!搜尋人氣大獎2008 - Yahoo!Music十大人氣歌曲2008《櫻花樹下》
- Yahoo!搜尋人氣大獎2008 - Yahoo!Music最受歡迎男歌手
- 新城勁爆頒獎禮2008 - 新城勁爆演繹大獎
- 新城勁爆頒獎禮2008 - 新城勁爆男歌手
- 新城勁爆頒獎禮2008 - 新城勁爆播放指數大獎（歌曲）《櫻花樹下》
- 新城勁爆頒獎禮2008 - 新城勁爆我最欣賞下載歌曲
- 2008年度叱咤樂壇流行榜頒獎典禮 - 專業推介叱咤十大 第五位《櫻花樹下》
- 2008年度十大勁歌金曲頒獎典禮 - 十大勁歌金曲獎《他的故事》
- 第三十一屆十大中文金曲頒獎音樂會 - 優秀流行歌手大獎
- 第三十一屆十大中文金曲頒獎音樂會 - 十大中文金曲《櫻花樹下》
- 〈音樂先鋒榜〉2008年度頒獎典禮 - 港台十大先鋒金曲《他的故事》
- 〈音樂先鋒榜〉2008年度頒獎典禮 - 最受歡迎先鋒男歌手五強
- 〈音樂先鋒榜〉2008年度頒獎典禮 - 全國最受歡迎先鋒歌手
- 〈音樂先鋒榜〉2008年度頒獎典禮 - 年度新媒體先鋒金曲《櫻花樹下》
- 〈音樂先鋒榜〉2008年度頒獎典禮 - 十七家電台聯頒內地最佳專輯《Urban Emotions》
- 加拿大至HIT中文歌曲排行榜2008年度總選 - 全國推崇十大歌曲（粵語）《櫻花樹下》
- SINA Music樂壇民意指數頒獎禮2008 - SINA Music最高收聽率二十大歌曲《櫻花樹下》
- SINA Music樂壇民意指數頒獎禮2008 - SINA Music全碟試聽 最高收聽率大碟《Urban Emotions》
- 2008 CASH金帆音樂獎 - 最佳歌詞《櫻花樹下》

2009年度
- 2009勁歌金曲優秀選第一回 - 得獎歌曲《披星戴月》
- 2009勁歌金曲優秀選第二回 - 得獎歌曲《相對論》
- 第九屆全球華語歌曲排行榜 - 年度二十大金曲《披星戴月》
- 第九屆全球華語歌曲排行榜 - 最受歡迎創作歌手獎
- 第九屆全球華語歌曲排行榜 - 五大最受歡迎男歌手獎
- 新城勁爆頒獎禮2009 - 新城勁爆原創歌曲《Yes & No》
- 新城勁爆頒獎禮2009 - 新城勁爆男歌手
- 新城勁爆頒獎禮2009 - 新城勁爆創作大碟《Love & Loving》
- 新城勁爆頒獎禮2009 - 新城勁爆年度歌曲大獎《相對論》
- 2009年度叱咤樂壇流行榜頒獎典禮 - 專業推介叱咤十大 第四位《Yes & No》
- 2009年度叱咤樂壇流行榜頒獎典禮 - 叱咤樂壇男歌手 銀獎
- 第三十二屆十大中文金曲頒獎音樂會 - 優秀流行歌手大獎
- 第三十二屆十大中文金曲頒獎音樂會 - 全國最佳中文歌曲獎《Yes & No》
- 〈音樂先鋒榜〉2009年度頒獎典禮 - 港台十大先鋒金曲《Yes & No》
- 〈音樂先鋒榜〉2009年度頒獎典禮 - 最受歡迎先鋒男歌手五強
- 〈音樂先鋒榜〉2009年度頒獎典禮 - 全國最受歡迎先鋒歌手
- 〈音樂先鋒榜〉2009年度頒獎典禮 - 年度最佳專輯《Unplugged第一樂章音樂會》
- 〈音樂先鋒榜〉2009年度頒獎典禮 - 二十一家電台聯頒內地最佳先鋒歌手
- 加拿大至HIT中文歌曲排行榜2009年度總選 - 全國推崇十大歌曲（粵語）《相對論》
- SINA Music樂壇民意指數頒獎禮2009 - SINA Music最高收聽率二十大歌曲《Yes & No》
- 第一屆香港數碼音樂頒獎典禮 - 十大最高次數下載MV《酷愛》
- 第一屆香港數碼音樂頒獎典禮 - 十大最高次數接駁鈴聲歌曲《櫻花樹下》
- 第一屆香港數碼音樂頒獎典禮 - 十大最高次數原音鈴聲歌曲《櫻花樹下》
- 第一屆香港數碼音樂頒獎典禮 - 十大最高次數下載歌曲《櫻花樹下》
- 第一屆香港數碼音樂頒獎典禮 - 十大最高次數點播歌曲《櫻花樹下》

2010年度
- 第十屆全球華語歌曲排行榜 - 地區傑出歌手獎（廣東）
- 第十屆全球華語歌曲排行榜 - 最佳作曲人獎《Yes & No》
- 第十屆全球華語歌曲排行榜 - 年度二十大金曲《Yes & No》
- 第十屆全球華語歌曲排行榜 - 最受歡迎創作歌手獎
- 第十屆全球華語歌曲排行榜 - 五大最受歡迎男歌手獎
- 新城勁爆頒獎禮2010 - 新城勁爆歌曲《Deadline》
- 新城勁爆頒獎禮2010 - 新城勁爆男歌手
- 新城勁爆頒獎禮2010 - 新城勁爆播放指數大獎（歌手）
- 2010年度叱咤樂壇流行榜頒獎典禮 - 叱咤樂壇男歌手 銀獎
- 第三十三屆十大中文金曲頒獎音樂會 - 優秀流行歌手大獎
- 第三十三屆十大中文金曲頒獎音樂會 - 全國最佳中文歌曲獎《Deadline》
- 〈音樂先鋒榜〉2010年度頒獎典禮 - 港台十大先鋒金曲《Deadline》
- 〈音樂先鋒榜〉2010年度頒獎典禮 - 最受歡迎先鋒男歌手五強
- 〈音樂先鋒榜〉2010年度頒獎典禮 - 最佳先鋒創作歌手
- 第一屆MY Astro至尊流行榜頒獎典禮 - 至尊金曲20《披星戴月》
- 加拿大至HIT中文歌曲排行榜2010年度總選 - 全國推崇十大歌曲（粵語）《春秋》
- SINA Music樂壇民意指數頒獎禮2010 - SINA Music 最高收聽率二十大歌曲《Deadline》
- SINA Music樂壇民意指數頒獎禮2010 - 我最喜愛男歌手(香港)
- SINA Music樂壇民意指數頒獎禮2010 - SINA MUSIC 全碟試聽 最高收聽率大碟《No. Eleven》
- 第十屆華語音樂傳媒大獎 - 世紀十年卓越歌曲（國語）《My Way》
- 第十屆華語音樂傳媒大獎 - 百家傳媒年度最受矚目男歌手
- 2010 CASH金帆音樂獎 - 最佳合唱演繹獎《高八度》（與王菀之一同獲獎）
- 第二屆香港數碼音樂頒獎典禮 - 十大最高次數點播歌曲《披星戴月》
- 第二屆香港數碼音樂頒獎典禮 - 十大最高次數點播MV《披星戴月》

2011年度
- 新城勁爆頒獎禮2011 - 新城勁爆歌曲《壯舉》
- 新城勁爆頒獎禮2011 - 新城勁爆歌曲《P.S. I Love You》
- 新城勁爆頒獎禮2011 - 新城勁爆男歌手
- 〈音樂先鋒榜〉2011年度頒獎典禮 - 港台十大先鋒金曲《P.S. I Love You》
- 加拿大至HIT中文歌曲排行榜2011年度總選 - 全國推崇十大歌曲（粵語）《P.S. I Love You》
- SINA Music樂壇民意指數頒獎禮2011 - SINA Music 最高收聽率二十大歌曲《壯舉》
- SINA Music樂壇民意指數頒獎禮2011 - 我最喜愛男歌手(香港)
- SINA Music樂壇民意指數頒獎禮2011 - SINA Music 原創歌曲大獎
- 第三十四屆十大中文金曲頒獎音樂會 - 優秀流行歌手大獎
- 第三十四屆十大中文金曲頒獎音樂會 - 十大中文金曲《P.S. I Love You》

2012年度
- 第十二屆全球華語歌曲排行榜 - 年度二十大金曲《只是太愛你》
- 新城勁爆頒獎禮2012 - 新城勁爆歌曲《井》
- 新城勁爆頒獎禮2012 - 新城勁爆男歌手
- 新城勁爆頒獎禮2012 - 新城勁爆我最欣賞男歌手
- 加拿大至HIT中文歌曲排行榜2012年度總選 - 全國推崇十大歌曲（粵語）《我和秋天有個約會》
- 2012年度全港民意流行音樂頒獎禮 - 最受歡迎男歌手 銅獎
- SINA Music樂壇民意指數頒獎禮2012 - SINA Music 最高收聽率二十大歌曲《我和秋天有個約會》
- SINA Music樂壇民意指數頒獎禮2012 - 我最喜愛男歌手（香港）
- SINA Music樂壇民意指數頒獎禮2012 - 新浪微博發聲男歌手
- 〈音樂先鋒榜〉2012年度頒獎典禮 - 港台十大先鋒金曲《只是太愛你》
- 〈音樂先鋒榜〉2012年度頒獎典禮 - 最受歡迎先鋒男歌手五強
- 〈音樂先鋒榜〉2012年度頒獎典禮 - 最佳先鋒創作歌手（香港）
- 〈音樂先鋒榜〉2012年度頒獎典禮 - 23家電台聯頒港台最佳先鋒男歌手

2013年度
- 新城勁爆頒獎禮2013 - 新城勁爆發燒專輯《Pink Dahlia》
- 第三十六屆十大中文金曲頒獎音樂會 - 優秀流行歌手大獎
- 〈音樂先鋒榜〉2013年度頒獎典禮 - 港台十大先鋒金曲《是時候放鬆一下》
- 〈音樂先鋒榜〉2013年度頒獎典禮 - 最受歡迎先鋒男歌手五強
- 〈音樂先鋒榜〉2013年度頒獎典禮 - 23家電台聯頒港台最佳先鋒男歌手
- 第二十二屆香港舞台劇獎 - 最佳原創曲詞《我和秋天有個約會》
- 3C音樂 - 2013年讀者選 2014年最寄以厚望單位 第十位

2014年度
- 2014勁歌金曲優秀選第一回 - 得獎歌曲《青春常駐》
- 2014勁歌金曲優秀選第二回 - 得獎歌曲《最卑微的願望》
- 第一屆粵語歌曲排行榜頒獎禮 - 最受歡迎歌曲《青春常駐》
- 第一屆粵語歌曲排行榜頒獎禮 - 最佳MV大獎《青春常駐》
- 第一屆粵語歌曲排行榜頒獎禮 - 媒體聯頒最受歡迎男歌手
- 2014年CASH金帆音樂獎 - 最佳男歌手演繹《青春常駐》
- 第十四屆全球華語歌曲排行榜頒獎典禮 - 年度二十大金曲《青春常駐》
- 第十四屆全球華語歌曲排行榜頒獎典禮 - 五大最受歡迎男歌手獎
- 第十四屆全球華語歌曲排行榜頒獎典禮 - 最佳男歌手獎
- 第十四屆全球華語歌曲排行榜頒獎典禮 - 傳媒推薦大獎
- 〈音樂先鋒榜〉2014年度頒獎典禮 - 港台十大先鋒金曲《青春常駐》
- 〈音樂先鋒榜〉2014年度頒獎典禮 - 最受歡迎先鋒男歌手五強
- 〈音樂先鋒榜〉2014年度頒獎典禮 - 全國最受歡迎先鋒歌手
- 新城勁爆頒獎禮2014 - 新城勁爆歌曲《青春常駐》
- 新城勁爆頒獎禮2014 - 新城勁爆作曲大獎《青春常駐》
- 新城勁爆頒獎禮2014 - 新城數碼音樂台我最欣賞歌曲《青春常駐》
- 新城勁爆頒獎禮2014 - 新城勁爆年度歌手大獎
- 2014年度叱咤樂壇流行榜頒獎典禮 - 專業推介叱咤十大 第二位《青春常駐》[2]
- 2014年度叱咤樂壇流行榜頒獎典禮 - 叱咤樂壇我最喜愛的男歌手
- 第三十七屆十大中文金曲頒獎音樂會 - 優秀流行歌手大獎
- 第三十七屆十大中文金曲頒獎音樂會 - 十大中文金曲《青春常駐》
- 第三十七屆十大中文金曲頒獎音樂會 - 十大中文金曲《青春常駐》作曲
- 第三十七屆十大中文金曲頒獎音樂會 - 全年最高銷量歌手大獎（男歌手）
- 第三十七屆十大中文金曲頒獎音樂會 - 全國最佳歌手獎（男歌手）
- 加拿大至HiT中文歌曲排行榜2014年度總選 - 全國推崇十大歌曲（粵語）《青春常駐》
- 2014年度勁歌金曲頒獎典禮 - 勁歌金曲獎《最卑微的願望》
- 2014年度勁歌金曲頒獎典禮 - 勁歌金曲獎《青春常駐》
- 2014年度勁歌金曲頒獎典禮 - 最受歡迎男歌星
- IFPI香港唱片銷量大獎2014 - 十大銷量本地歌手
- IFPI香港唱片銷量大獎2014 - 十大銷量廣東唱片《Morph》
- IFPI香港唱片銷量大獎2014 - 十大數碼暢銷歌曲《青春常駐》
- IFPI香港唱片銷量大獎2014 - 最暢銷本地現場錄製音像出品《Hins Live in Passion 2014》
- 微博之星2014微博影響力十大頒獎禮 - 微博給力男歌手
- 微博之星2014微博影響力十大頒獎禮 - 微博給力年度歌曲《青春常駐》

2015年度
- 2015 QQ音乐年度盛典暨巔峰榜頒獎典禮 - 年度最佳演唱會專輯《Hins Live In Passion 2014》
- 2015 QQ音乐年度盛典暨巔峰榜頒獎典禮 - 年度最佳香港男歌手
- 2015勁歌金曲優秀選第一回 - 得獎歌曲《靈魂相認》
- 2015勁歌金曲優秀選第二回 - 得獎歌曲《找對的人》
- 〈音樂先鋒榜〉2015年度頒獎典禮 - 港台十大先鋒金曲《過客別墅》
- 〈音樂先鋒榜〉2015年度頒獎典禮 - 最受歡迎先鋒男歌手五強
- 〈音樂先鋒榜〉2015年度頒獎典禮 - 2015年度24家電台聯頒（港台）最佳先鋒歌手
- 2015年度勁歌金曲頒獎典禮 - 勁歌金曲獎《過客別墅》
- 2015年度勁歌金曲頒獎典禮 - 勁歌金曲獎《找對的人》
- 2015年度勁歌金曲頒獎典禮 - 最受歡迎男歌星
- 新城勁爆頒獎禮2015 - 新城勁爆歌曲《過客別墅》
- 新城勁爆頒獎禮2015 - 新城勁爆年度歌手大獎
- 新城勁爆頒獎禮2015 - 新城勁爆年度歌曲大獎《找對的人》
- 新城勁爆頒獎禮2015 - 新城全球勁爆歌手
- 2015年度叱咤樂壇流行榜頒獎典禮 - 專業推介叱咤十大 第四位《找對的人》
- 2015年度叱咤樂壇流行榜頒獎典禮 - 叱咤樂壇男歌手 金獎
- 第三十八屆十大中文金曲頒奬音樂會 - 優秀流行歌手大獎
- 第三十八屆十大中文金曲頒奬音樂會 - 十大中文金曲《找對的人》
- 第三十八屆十大中文金曲頒奬音樂會 - 全國最佳歌手獎（男歌手）
- 2015年度TVB8金曲榜頒獎典禮 - TVB8金曲榜金曲獎《One Day》
- 2015年度TVB8金曲榜頒獎典禮 - TVB8金曲榜亞太區最受歡迎男歌手獎
- IFPI香港唱片銷量大獎2015 - 十大銷量本地歌手
- IFPI香港唱片銷量大獎2015 - 十大銷量廣東唱片《Felix》
- IFPI香港唱片銷量大獎2015 - 全年最高銷量本地男歌手

2016年度
- 2016勁歌金曲優秀選第一回 - 得奬歌曲《緋荔榭·少年》
- 2016CASH金帆音樂獎 - 最佳男歌手演繹《過客別墅》
- YAHOO！搜尋人氣大獎頒獎典禮2016 - 人氣歌曲《羅賓》
- YAHOO！搜尋人氣大獎頒獎典禮2016 - 本地男歌手
- 新城勁爆頒獎禮2016 - 勁爆男歌手 金獎
- 2016年度叱咤樂壇流行榜頒獎典禮 - 專業推介叱咤十大 第二位《羅賓》
- 2016年度叱咤樂壇流行榜頒獎典禮 - 叱咤樂壇男歌手 金獎
- 第三十九屆十大中文金曲頒奬音樂會 - 優秀流行歌手大獎
- 第三十九屆十大中文金曲頒奬音樂會 - 十大中文金曲《不同班同學》
- 第三十九屆十大中文金曲頒奬音樂會 - 全年最高銷量歌手大獎（男歌手）
- 第三十九屆十大中文金曲頒奬音樂會 - 全國最佳中文歌曲獎《過客別墅》
- 2016年度勁歌金曲頒獎典禮 - 勁歌金曲奬《羅賓》
- 2016年度勁歌金曲頒獎典禮 - 勁歌金曲奬《風起了》
- 2016年度勁歌金曲頒獎典禮 - 最受歡迎男歌星
- 第十六屆全球華語歌曲排行榜頒獎典禮 - 年度二十大金曲獎《找對的人》
- 第十六屆全球華語歌曲排行榜頒獎典禮 - 最佳男歌手獎
- 第十六屆全球華語歌曲排行榜頒獎典禮 - 五大最受歡迎男歌手獎

2017年度
- 加拿大至HIT中文歌曲排行榜2017年度總選 - 全國推崇十大歌曲（粵語）《風起了》
- 2017年演藝動力大獎 最突出四台聯頒音樂大獎

2018年度
- 2018勁歌金曲優秀選第一回 - 得獎歌曲《缺》
- 2018勁歌金曲優秀選第一回 - 得獎歌曲《天才兒童1985》
- 2018 CASH金帆音樂獎 - 最佳男歌手演繹《缺》
- 2018我們的大學叱吒巡迴頒獎禮（香港浸會大學）- 叱吒樂壇我最喜愛的男歌手
- 2018我們的大學叱吒巡迴頒獎禮（香港公開大學）- 叱吒樂壇我最喜愛的男歌手
- 2018我們的大學叱吒巡迴頒獎禮（香港理工大學）- 叱吒樂壇我最喜愛的男歌手
- 2018我們的大學叱吒巡迴頒獎禮（香港大學）- 叱吒樂壇我最喜愛的男歌手
- 2018我們的大學叱吒巡迴頒獎禮（香港樹仁大學）- 叱吒樂壇我最喜愛的男歌手
- 2018我們的大學叱吒巡迴頒獎禮（香港科技大學）- 叱吒樂壇我最喜愛的男歌手
- 2018我們的大學叱吒巡迴頒獎禮（香港中文大學）- 叱吒樂壇我最喜愛的男歌手
- 2018我們的大學叱吒巡迴頒獎禮（香港教育大學）- 叱吒樂壇我最喜愛的男歌手
- 2018勁歌金曲優秀選第二回 - 得獎歌曲《百年樹木》
- 2018勁歌金曲優秀選第二回 - 得獎歌曲《潛水》
- 谷撐音樂大獎2018 - 谷撐最強男歌手
- 谷撐音樂大獎2018 - 谷撐最強金曲《百年樹木》
- YouTube香港2018年度十大熱門廣東歌 - 第1位《缺》
- YAHOO！搜尋人氣大獎2018 - 年度熱搜歌曲《天才兒童1985》
- YAHOO！搜尋人氣大獎2018 - 本地男歌手
- YAHOO！搜尋人氣大獎2018 - 人氣票王
- YAHOO！搜尋人氣大獎2018 - 最具號召力香港男藝人
- 第四十一屆十大中文金曲 - 優秀流行歌手大獎
- 第四十一屆十大中文金曲 - 十大金曲獎 第一位《缺》
- 第四十一屆十大中文金曲 - 最佳中文唱片獎（男歌手）《Hinsideout演唱會》
- 第四十一屆十大中文金曲 - 最優秀流行男歌手
- 新城勁爆頒獎禮2018 - 勁爆播放指數歌曲《天才兒童1985》
- 新城勁爆頒獎禮2018 - 勁爆年度歌手
- 新城勁爆頒獎禮2018 - 勁爆專輯《Senses Inherited》
- 2018年度叱咤樂壇流行榜頒獎典禮 - 專業推介叱咤十大 第五位《天才兒童1985》
- 2018年度叱咤樂壇流行榜頒獎典禮 - 叱咤樂壇男歌手 金獎
- 2018年度叱咤樂壇流行榜頒獎典禮 - 叱咤樂壇我最喜愛的歌曲大獎《百年樹木》
- 2018年度勁歌金曲頒獎典禮 - 勁歌金曲獎《缺》
- 2018年度勁歌金曲頒獎典禮 - 勁歌金曲獎《天才兒童1985》
- 2018年度勁歌金曲頒獎典禮 - 最佳廣告歌曲金奬《Make a Beat》（與容祖兒合唱）
- 2018年度勁歌金曲頒獎典禮 - 最受歡迎男歌星
- 2018年度勁歌金曲頒獎典禮 - 勁歌金曲獎《百年樹木》
- 2018年度勁歌金曲頒獎典禮 - 勁歌金曲金獎《百年樹木》
- 加拿大至HIT中文歌曲排行榜2018年度總選 - 至HIT推崇粵語十大歌曲《缺》
- 加拿大至HIT中文歌曲排行榜2018年度總選 - 至HIT推崇粵語男歌手
- MOOV MUSIC AWARDS 2018 - 男歌手
- MOOV MUSIC AWARDS 2018 - 年度十大廣東歌《缺》

2019年度
- 第一屆KKBOX香港風雲榜頒獎典禮 - 十大風雲歌手
- 新城勁爆頒獎禮2019 - 勁爆歌曲《空手而來》
- 新城勁爆頒獎禮2019 - 勁爆年度歌手
- 新城勁爆頒獎禮2019 - 勁爆演繹大獎《感情寄生族》[3]
- 2019年度叱咤樂壇流行榜頒獎典禮 - 叱咤樂壇男歌手 金獎
- 第四十二屆十大中文金曲 - 優秀流行歌手大獎
- 第四十二屆十大中文金曲 - 最佳中文唱片獎（男歌手）《Senses Inherited》
- 第四十二屆十大中文金曲 - 十大中文金曲《百年樹木》
- 第四十二屆十大中文金曲 - 最優秀流行男歌手[4]
- 加拿大至HIT中文歌曲排行榜2019年全國總選 - 專業推崇十大粵語歌曲《YOU》
- 加拿大至HIT中文歌曲排行榜2019年全國總選 - 至HIT推崇粵語男歌手

2020年度
- 第二屆KKBOX香港風雲榜頒獎典禮 - 十大風雲歌手

2021年度
- 2021勁歌金曲優秀作品第一回 - 得獎歌曲《俏郎君》[5]
- 2021年度新城勁爆頒獎禮 - 勁爆年度歌手
- 2021年度新城勁爆頒獎禮 - 勁爆播放指數歌曲《俏郎君》
- 2021年度新城勁爆頒獎禮 - 勁爆專輯《The Brightest Darkness》
- 2021年度叱咤樂壇流行榜頒獎典禮 - 專業推介叱咤十大 第三位《俏郎君》
- 2021年度叱咤樂壇流行榜頒獎典禮 - 叱咤樂壇至尊唱片大獎《The Brightest Darkness》
- 2021年度叱咤樂壇流行榜頒獎典禮 - 叱咤樂壇男歌手 金獎

2022年度
- Chill Club 推介榜年度推介21/22 - Chill Club年度十大歌曲 第五位《俏郎君》
- 香港金曲頒獎典禮 2021/2022 - 香港金曲金曲獎《俏郎君》
- 香港金曲頒獎典禮 2021/2022 - 香港金曲男歌手大獎
- 香港金曲頒獎典禮 2021/2022 - 香港金曲最佳中文唱片獎《The Brightest Darkness》
- 2022年CASH金帆音樂獎 - 最佳男歌手演繹《俏郎君》
- Yahoo! 搜尋人氣大獎2022 - 本地男歌手
- Yahoo! 搜尋人氣大獎2022 - 頭100位熱搜本地男女藝人或組合
- Yahoo! 搜尋人氣大獎2022 - 人氣票王10強
- Yahoo! 搜尋人氣大獎2022 - 人氣專輯《The Brightest Darkness》
- Yahoo! 搜尋人氣大獎2022 - 人氣音樂企劃《The Next 20 Hins Live in Hong Kong 張敬軒演唱會》
- 第四屆KKBOX香港風雲榜頒獎典禮 - 十大風雲歌手
- 新城勁爆頒獎禮2022 勁爆年度歌手、勁爆播放指數歌曲《賽勒斯的愛》、勁爆演繹大獎《賽勒斯的愛》
- 加拿大至HIT中文歌曲排行榜2022年全國總選 - 全國專業推崇十大粵語歌曲《賽勒斯的愛》

2023年度
- 第21屆CASH金帆音樂獎 - 最佳男歌手演繹《隱形遊樂場》
- 新城勁爆頒獎禮2023 - 勁爆播放指數歌曲《隱形遊樂場》、勁爆年度歌手
- 2023年度叱咤樂壇流行榜頒獎典禮 - 叱咤樂壇至尊歌曲大獎《隱形遊樂場》
- 2023年度叱咤樂壇流行榜頒獎典禮 - 叱咤樂壇我最喜愛的男歌手
- 加拿大至HIT中文歌曲排行榜2023年度總選 - 至HIT推崇男歌手
- 加拿大至HIT中文歌曲排行榜2023年度總選 - 全國專業推崇粵語十大歌曲《隱形遊樂場》

2024年度
- 第六屆KKBOX香港風雲榜頒獎典禮 - 十大風雲歌手
- Chill Club 推介榜年度推介23/24 - Chill Club評審團表揚獎 流行歌曲《隱形遊樂場》
- Chill Club 推介榜年度推介23/24 - MOOV大數據至尊歌手
- 第四十五屆十大中文金曲 - 十大中文金曲《隱形遊樂場》
- 新城勁爆頒獎禮2024 - 勁爆唱作人 金獎
- 新城勁爆頒獎禮2024 - 勁爆年度歌手
- 新城勁爆頒獎禮2024 - 勁爆年度歌曲《青春告別式》

2025年度
- Chill Club 推介榜年度推介24/25 - 音樂第一 歌曲獎 流行歌曲《青春告別式》